# Мекленбург-Предна Померания
Мекленбург-Предна Померания (на немски: Mecklenburg-Vorpommern, Мекленбург-Форпомерн) е една от шестнадесетте федерални провинции на Германия, разположена в североизточната част на страната.

## География
Провинцията обхваща площ от 23 191 км² и 1 642 000 жители. Гъстотата на населението е 71 души/км² през 2010 г.  Плажовете на Балтийско море и островите, както и многото езера във вътрешността, привличат много туристи всяка година.
По-големи градове са Росток, Шверин, Нойбранденбург, Щралзунд, Визмар и Грайфсвалд. Всички имат по-малко от 200 000 жители.
Мекленбург-Предна Померания е шеста по площ и четиринадесета от шестнадесет по население провинция на Германия.  Граничи с Балтийско море на север, Шлезвиг-Холщайн на запад, Долна Саксония на югозапад, Бранденбург на юг и с Полша на изток. Столицата на федералната провинция е Шверин, въпреки че балтийското пристанище Рощок е двойно по-населено. Брегът на Балтийско море е съставен от няколко острова – най-големия германски остров Рюген, следват Хидензе, Узедом и Пьол.
Най-високата точка в провинцията е Хелптер Берге (Helpter Berge) с височина 179 метра. 

## Административно деление
Провинция (земя) Мекленбург – Предна Померания е разделена на:
6 окръга (Kreise)
- Окръг Лудвигслуст-Пархим (Landkreis Ludwigslust-Parchim)
- Окръг Мекленбургска езерна равнина (Landkreis Mecklenburgische Seenplatte)
- Окръг Северозападен Мекленбург (Landkreis Nordwestmecklenburg)
- Окръг Рощок (Landkreis Rostock	Mecklenburg)
- Окръг Предна Померания – Грайфсвалд (Landkreis Vorpommern-Greifswald)
- Окръг Предна Померания – Рюген (Landkreis Vorpommern-Rügen)

2 града с окръжно значение
- Росток
- Шверин, провинциална столица